# Форти-Майл

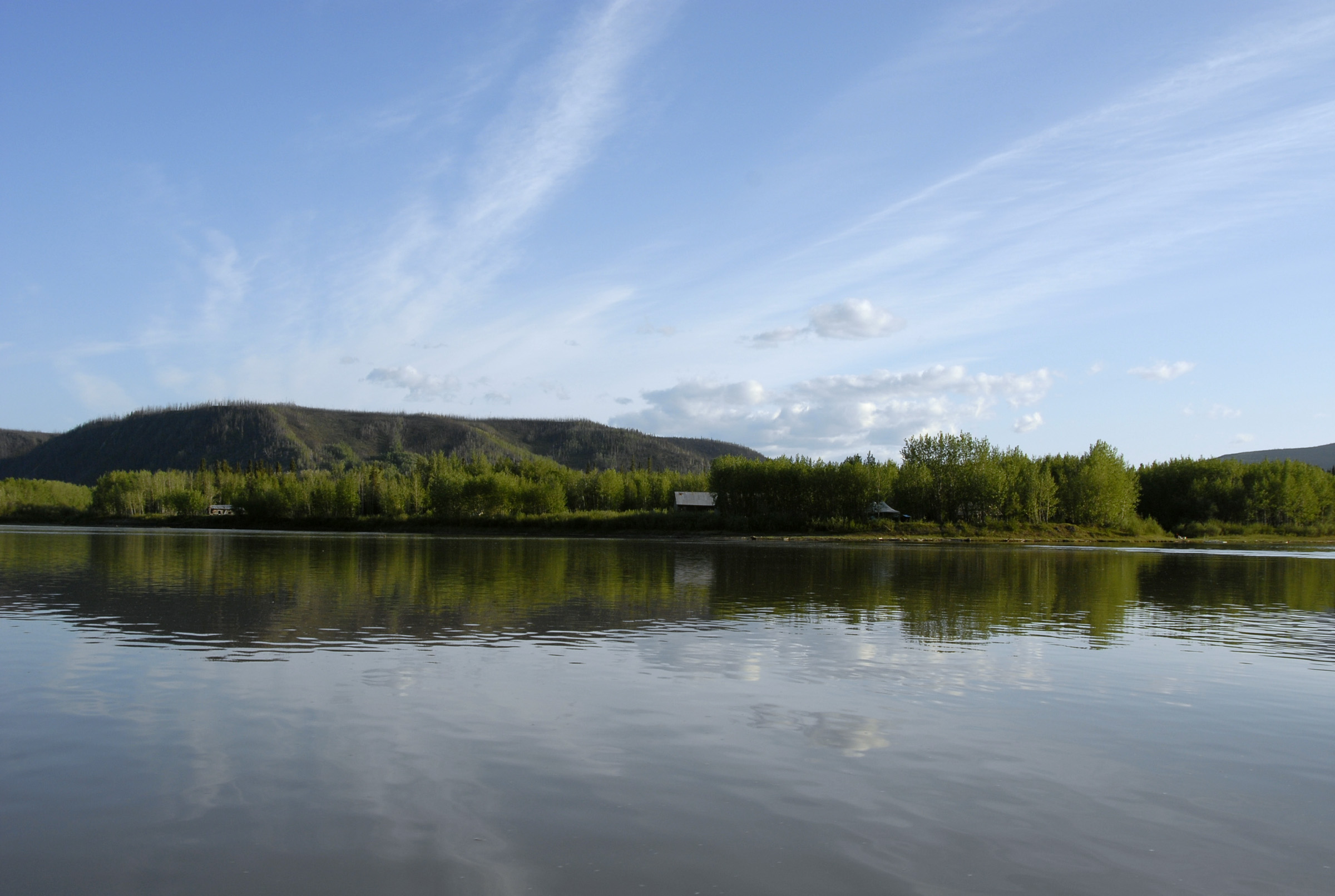
Историческое место Форти-Майл с берега реки Юкон.

Форти-Майл (англ. Forty Mile) — заброшенный населённый пункт, расположенный в канадской территории Юкон. Первое постоянное поселение в Юконе, до этого были только торговые посты, один из центров клондайкской золотой лихорадки. В Форти-Майле была расположена первая школа при англиканской церкви и первый полицейский участок в Юконе. 
Находится на территории индейской общины хан Тшондэк-Хвэчин. В настоящее время Форти-Майл, а также Форт-Кудахи (торговый пост) и Форт-Константин (участок Северо-Западно конной полиции), охраняются правительством Юкона и индейской общиной.

## Физико-географические характеристики

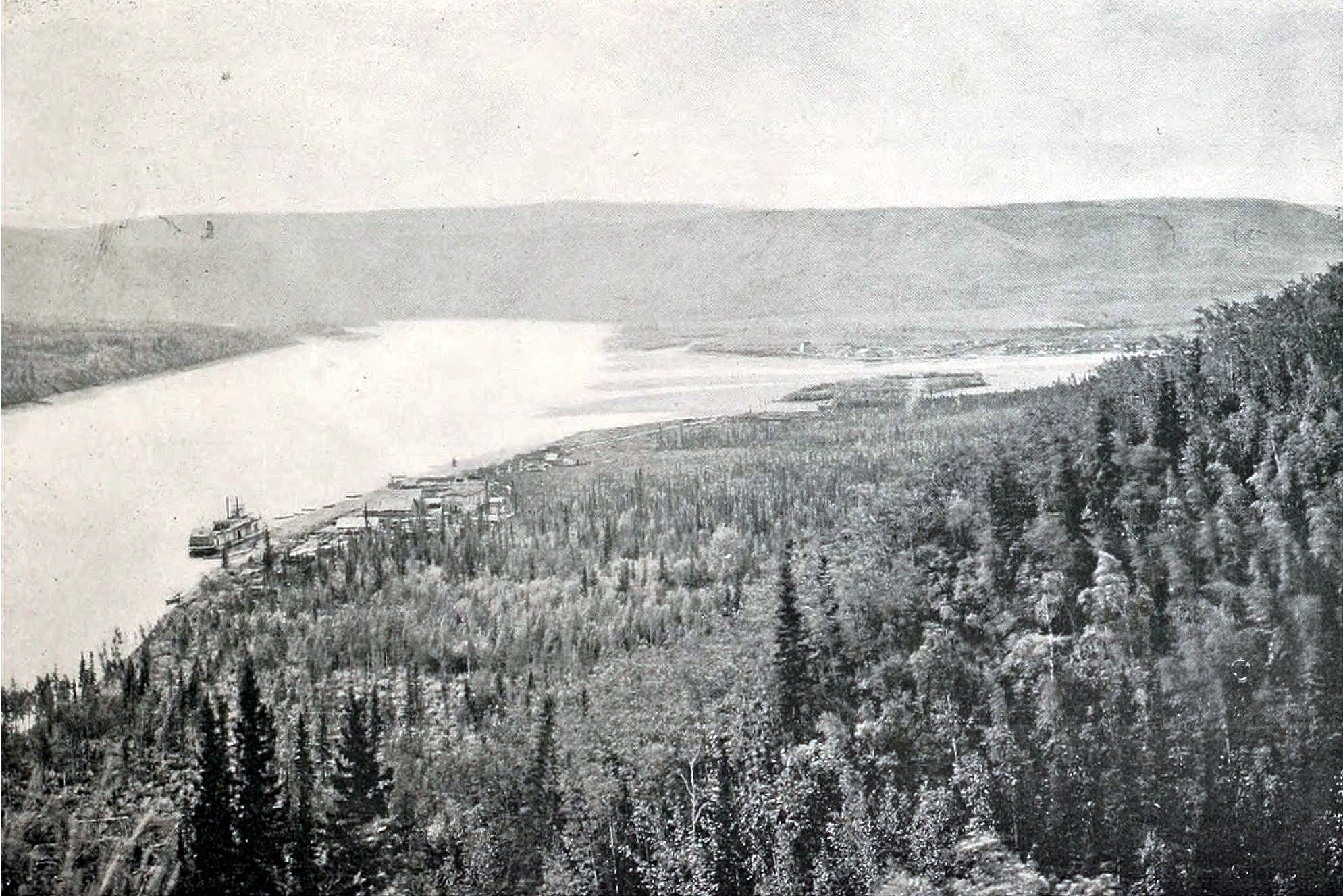
Река Фортимайл впадает в Юкон, фото 1897 года. На переднем плане около парохода расположен Форт-Кудахи, вдали виднеется Форти-Майл.

Населённый пункт расположен на слиянии рек Фортимайл и Юкон.
До основания населённого пункта европейцами эта местность использовалась более 2000 лет индейцами народа хан, которые называли её Ch’ëdä Dëk. Важность местности для индейцев была обусловлена тем, что недалеко от слияния рек находится одна из основных переправ оленей карибу.

## История
Город Форти-Майл был основан зимой 1887 года, когда 160 человек основали поселение на территории индейцев хан, предшественников современных Трондёк-Хвечин. Название города и реки связано с расстоянием от Форт-Релайанса, который был расположен около современного Доусона — 40 миль вниз по течению. Город полностью зависел от поставок на пароходах по реке Юкон из Сент-Михаила, расположенного в устье реки. За лето пароход мог сделать только один рейс.

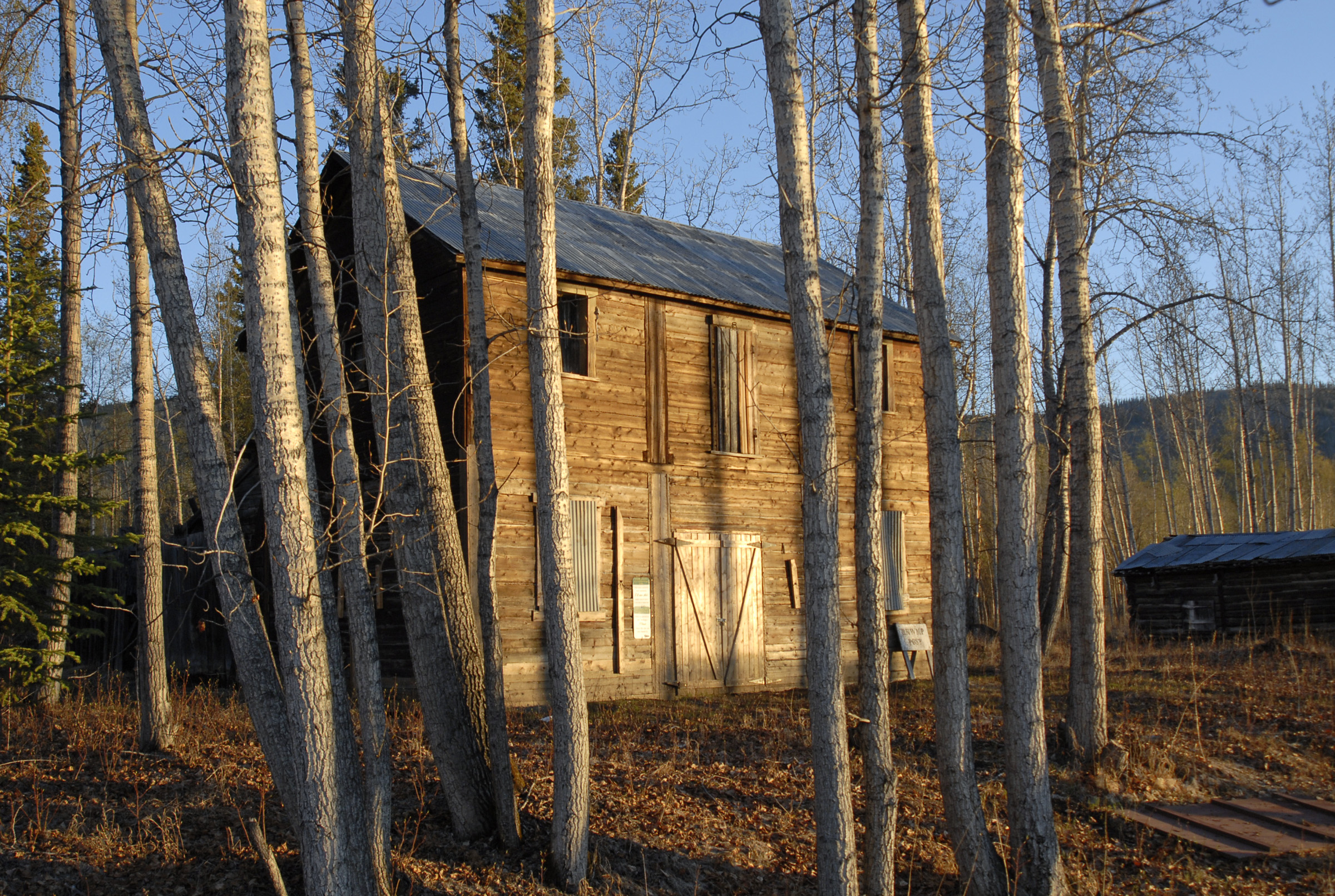
Восстановленный барак Северо-Западной конной полиции в Форти-Майле.

Поначалу управление городом находилось в руках старателей, они устанавливали наказание для воров и предупреждали торговцев спиртными напитками от совершения сделок с коренным населением. До прихода Северо-Западной конной полиции в 1895 году территория была практически американской. Вот как описывал его писатель Пьер Бертон:

Это был по-настоящему американский город, получающий все товары из США без оплаты таможенных сборов и отправляющий письма с американскими почтовыми марками.
Оригинальный текст (англ.)It was really an American town, getting its supplies from the United States without customs payments and sending out mail with U.S. stamps.

Епископ Бомпас основал в городе миссию Бакстон, а также написал два письма в Оттаву, выражая недовольство потерей морали среди золотоискателей, что оказывает негативное влияние на индейцев. Примерно в то же время в город прибыл Джон Хили и основал торговый пост Форт-Кудахи (англ. Fort Cudahy) на противоположном берегу реки Фортимайл. Во многом благодаря стараниям этих двух человек в город для выяснения ситуации было направлено два представителя Северо-западной конной полиции: инспектор Чарльз Константин и сержант Чарльз Браун. В июле 1895 года инспектор Константин с отрядом вернулся в Форти-Майл. Первый год они занимались в основном строительством форта Константин.
Во время пика активности в посёлке его население достигало 700 человек.